# Рыскин, Юрий Давыдович
Ю́рий Давы́дович Ры́скин (27 октября 1924, Мокшан, Пензенская губерния — 1 июля 2005, Москва) — советский и российский специалист в области библиографии и библиографоведения, кандидат филологических наук, Заслуженный работник культуры РФ (2000), Участник ВОВ.

## Биография
Родился 27 октября 1924 года в Мокшане. В 1942 году был мобилизован в армию в связи с началом ВОВ и направлен на фронт и прошёл всю войну. После демобилизации, в 1947 году поступил в Мордовский государственный педагогический институт, который он окончил в 1952 году, в том же году поступил на аспирантуру Института мировой литературы имени А. М. Горького, которую он окончил в 1956 году. В 1956 году был принят на работу в ФБОН — ИНИОН РАН, где он заведовал сектором и работал в должности старшего научного сотрудника, где он проработал вплоть до смерти. Жил и работал в Москве по адресу Улица Дмитрия Ульянова, 4/34.
Скончался 1 июля 2005 года в Москве. Похоронен на кладбище Ракитки.

## Научные работы
Основные научные работы посвящены литературоведению. Автор ряда научных работ.

## Награды
- Орден Отечественной войны II степени
- Заслуженный работник культуры РФ[2]